# Domenico Mondo
Domenico Mondo, né à Capodrise le 12 mai 1723 et mort à Naples le 10 janvier 1806, est un peintre italien.

## Biographie
Domenico Mondo est le fils de Marco Mondo, un juriste renommé, lié au peintre napolitain Francesco Solimena ; Domenico a été l'un des élèves de Solimena dans les années 1750. Il effectue en 1754 un voyage à Rome où il fréquente l'Académie de France et visite des collections d'œuvres antiques. Mondo vit à Capodrise jusqu'en 1789, date à laquelle il est nommé directeur de l'Académie napolitaine de dessin (Accademia Napoletana del Disegno), sur proposition du roi Ferdinand Ier des Deux-Siciles ; il assure cette fonction jusqu'en 1805.

## Œuvres

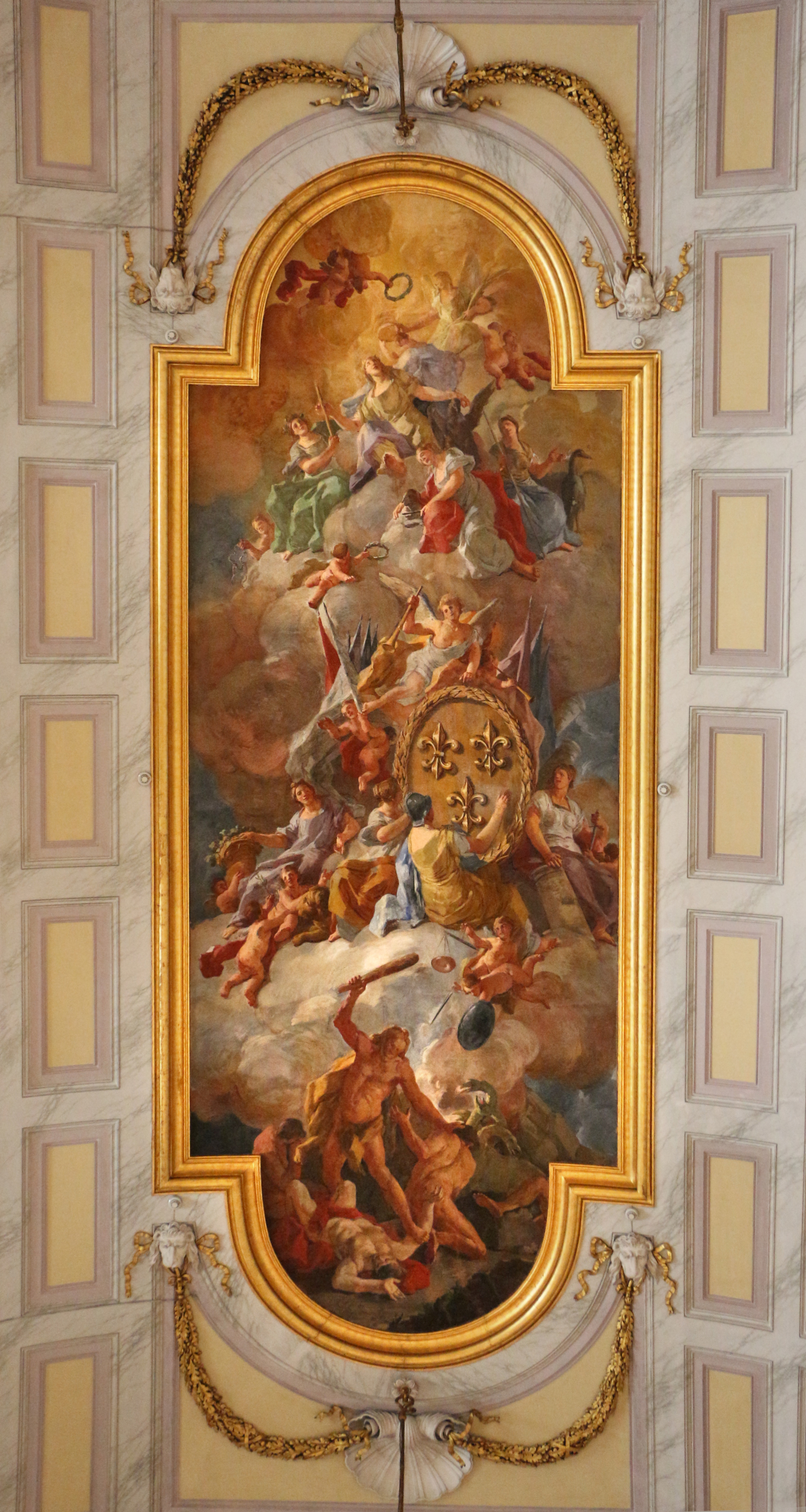
Les armes de la maison de Bourbon soutenues par les Vertus

Domenico Mondo a réalisé des fresques au palais royal de Caserte, une des résidences de la famille royale des Bourbons de Naples,, en particulier la fresque de la salle des hallebardiers (Sala degli Alabardieri) représentant les armes de la maison Bourbon soutenues par les Vertus ; une esquisse préparatoire est conservée au musée du Louvre à Paris ; trois autres dessins préparatoires sont conservés à la Chartreuse San Martino à Naples, à l'Albertina de Vienne et au Victoria and Albert Museum à Londres,. 
Il a peint des fresques et des tableaux pour plusieurs églises de Campanie : une Assomption de la Vierge à Santa Maria Assunta à Recale ; quatre tableaux en 1762 pour San Aspreno ai Crociferi à Naples ; une Vierge et les saints pour la sacristie de l'église San Potito de Naples ; une série de toiles pour l'église de l'Annunziata à Marcianise de 1781 à 1787. 
C'est aussi un dessinateur prolifique : plus de 150 dessins de sa main sont conservés,.
Il est un des représentants du style baroque napolitain.

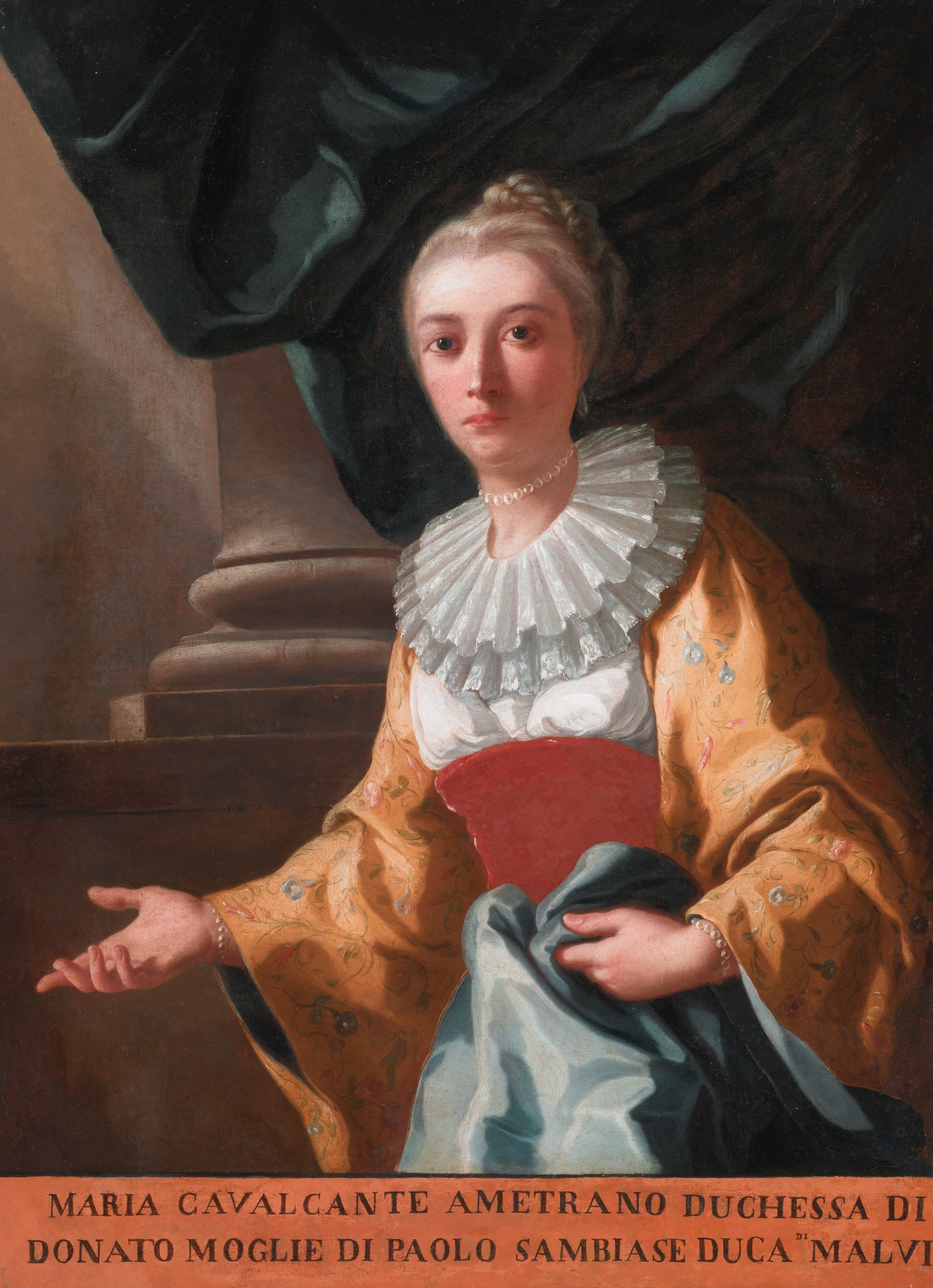
Maria Cavalcanti Ametrano, duchesse de San Donato